# سنگ‌چشم آفریقایی شمالی
سنگ‌چشم آفریقایی شمالی (نام علمی: Lanius humeralis) عضوی از خانواده سنگ‌چشمان است که در بیشتر مناطق جنوب صحرای آفریقا یافت می‌شود. در گذشته با سنگ‌چشم آفریقایی جنوبی (Lanius collaris) گروه‌بندی می‌شد. آنها با هم «سنگ‌چشم آفریقایی» نامیده می‌شدند. سنگ‌چشم‌های آفریقایی نام‌های رایج انگلیسی و آفریکانسی خود را از ظاهر سیاه و سفید "کت و شلوار و کراوات" خود گرفته است که یادآور فرد مالیاتی ("fiscal") است.

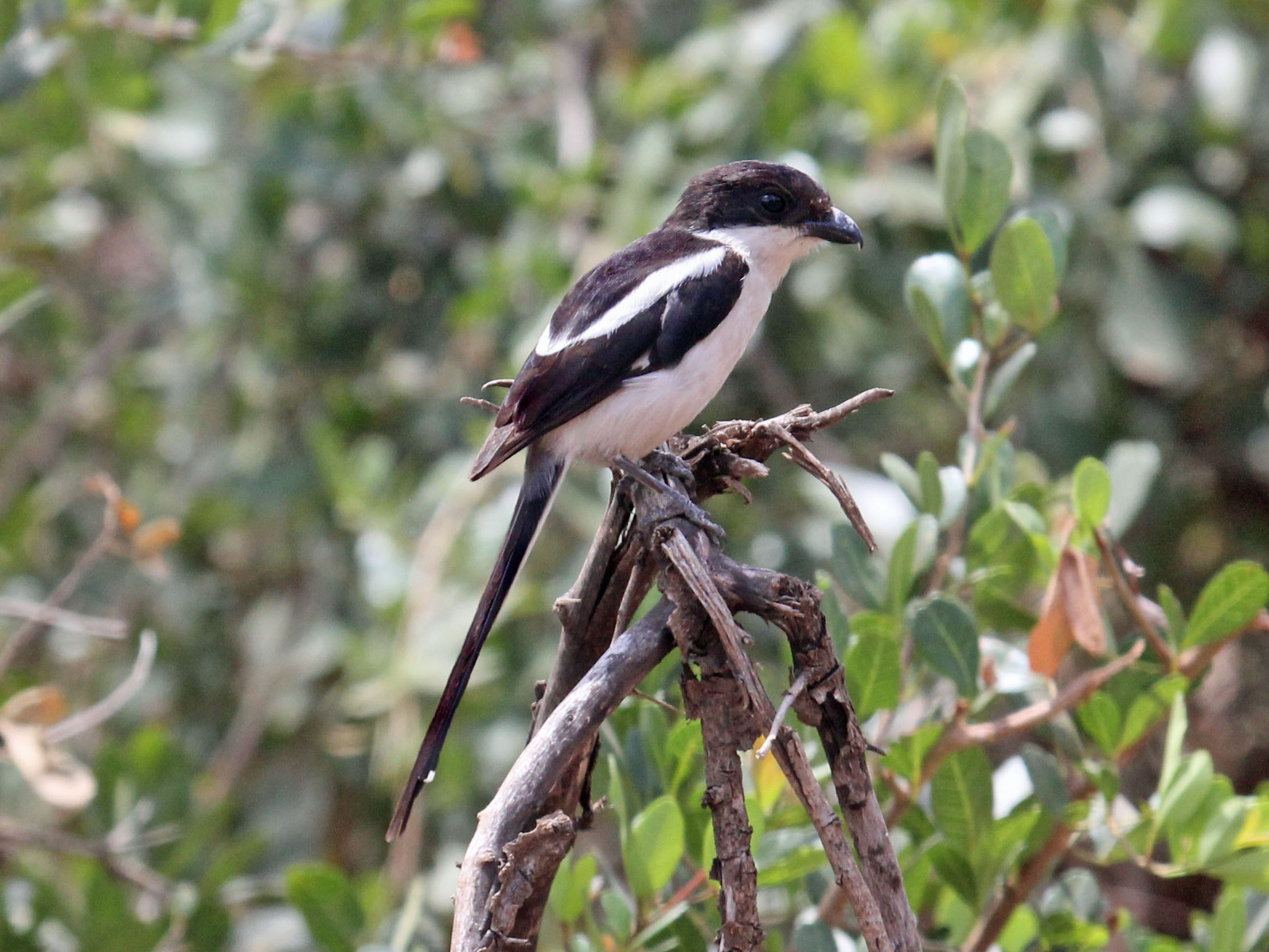
نمایش "V" سفید در پشت